# Pseudoxyrhopus sokosoko
Pseudoxyrhopus sokosoko — вид змій родини Pseudoxyrhophiidae. Ендемік Мадагаскару.

## Поширення і екологія
Pseudoxyrhopus sokosoko мешкають на крайньому південному сході острова Мадагаскар. Вони живуть у вологих тропічних лісах, на висоті від 75 до 800 м над рівнем моря. Ведуть нічний спосіб життя.

## Збереження
МСОП класифікує цей вид як вразливий. Pseudoxyrhopus sokosoko загрожує знищення природного середовища.